# Prászangika
A prászangika a madhjamaka filozófiai iskola egyik aliskolája, amely szerint annak ellenére, hogy a kézzel fogható és mentális jelenségek ugyan konvencionális értelemben léteznek, valójában bárminemű önálló identitástól vagy önmagában jellemezhető esszenciától mentesek. A név a „prasaṅga” kifejezésből jön, amely egyfajta reductio ad absurdum logikai érevelési módszer, magától értetődő hibákra mutatnak rá úgy, hogy az érvelést logikai szélsőségekre vonatkoztatják. Nágárdzsuna, majd későbbi szövegmagyarázók, mint például Buddhapálita, Csandrakírti, vagy Congkapa ezzel a módszerrel utasítottak el esszencialista nézeteket.

## Története
Nágárdzsuna Pradzsnyápáramitá szútrákról írt madhjamaka nézeteit kibővítették különféle szövegmagyarázatokkal. Buddhapálita vette át először a szillogista módszert a tanításaiba, jóllehet elég korlátozott formában. Szövegmagyarázatokat írt Nágárdzsuna szövegeihez logikai konzekvenciákra alapozva. Bhávaviveka későbbi kommentárjaiban kritizálta a Buddhapálita-féle Nágárdzsuna értelmezést. Csandrakírti később reagált Bhávaviveka kritikájára. Ez a válasz vált példaértékűvé a prászangika nézőpontra.
Amikor Tibetben a buddhizmus elterjedt a 9. században, az elsődleges filozófiai nézőpont a Sántaraksita-féle nézet volt, amely a jógácsára és a madhjamaka egyfajta szintézise volt. Sokkal később Dzse Congkapa tette Csandrakírti művét elsőrendűbbé, és a gelug irányzatban a mai napig ez a madhjamaka iskola legfőbb megközelítése. A tibeti buddhizmus különböző hagyományvonalainak más mesterei is vallják a prászangika nézeteket, azonban eltérő a véleményük az üresség megtapasztalásával kapcsolatban (pl. prászangika, szvátantrika, csittamátra és más aliskolák).

## Filozófia

### Három függőség
Madhjamaka iskolaként a prászangika iskolában úgy tartják, hogy minden jelenség azért üres (szubsztanciától vagy esszenciától mentes), mert függőségben keletkezett. Csandrakírti idejében a prászangika ennél tovább is ment, ugyanis Csandrakírti három függőségről beszélt:
1. (pratítja-szamutpáda vagy „függő keletkezés”) – Minden jelenség okoktól és kondícióktól függően keletkezik, majd múlik el, amint azok az okok és kondíciók már nincsenek jelen.[4]
2. (pradzsnyaptir upádája vagy „függő megnevezés”) – Az entitások entitásként való létezése szintén függ a konvencionális megnevezéstől.[5]
3. Minden egész a részeitől függ, és az egész részeinek léte függ az egésztől, aminek a részei.[6]

### Logikai következtetés és tagadás
A prászangika nézőpont egyik fontos jellemzője a nem állító tagadás. A nem állító tagadás olyan tagadás, amely nem hagy semmit a korábban tagadott dolog helyébe. Például, amikor valaki azt mondja, hogy a buddhistáknak nem szabad alkoholt inniuk, akkor azt nem mondja, hogy a buddhistáknak valami mást kell inniuk. Csupán az alkohol fogyasztásának bizonyos körülmények közötti tagadását mondja és nem állítja bármi más fogyasztását. A prászangika szerint az üresség maga egy nem állító tagadás.
Az üresség a létezés lehetetlen módjainak hiánya. Tehát, ha az ürességet valamiféle tulajdonság jelenlétével próbálnánk jellemezni, akkor nyelvileg ellentmondanánk a tárgy természetének. Az üresség a valós létezés, az okkult entitás, önmagában való létezés, stb., hiánya.
Más buddhista iskolák, illetve később a nyugati tudósok kritikája szerint a prászangika átfordul nihilizmusba. Mivel tagadja a tárgy önnön létezését, viszont nem állít semmi mást, akkor nem a teljes létezése van tagadva? Congkapa szerint a tárgy maga nincs teljesen tagadva, csupán a létezés lehetetlen módozata (lásd tudatlanság.)

## Szövegmagyarázatok
- Az ösvény fokozatainak terjedelmes magyarázata (The Great Treatise On The Stages Of The Path To Enlightenment), szerző: Congkapa, Snow Lion Publications ISBN 1-55939-166-9
- Lopez, Donald.  A Study of Svatantrika.  Snow Lion Publications.  Ithaca, New York.  (1987)
- della Santina, Peter.  Madhyamaka Schools in India.  Motilal Banarsidass.  Delhi.  (1986)
- Shantarakshita and Ju Mipham (2005) The Adornment of the Middle Way Padmakara Translation ISBN 1-59030-241-9